# Elezioni parlamentari in Catalogna del 2010
Le elezioni parlamentari in Catalogna del 2010 si tennero il 28 novembre per il rinnovo del Parlamento.

## Risultati
| Liste                                                            | Voti      | %     | Seggi |
| ---------------------------------------------------------------- | --------- | ----- | ----- |
| Convergenza e Unione (CDC - UDC)                                 | 1 202 830 | 38,43 | 62    |
| Partito dei Socialisti di Catalogna                              | 575 233   | 18,38 | 28    |
| Partito Popolare                                                 | 387 066   | 12,37 | 18    |
| Iniziativa per la Catalogna Verdi - Sinistra Unita e Alternativa | 230 824   | 7,37  | 10    |
| Sinistra Repubblicana di Catalogna                               | 219 173   | 7,00  | 10    |
| Ciudadanos                                                       | 106 154   | 3,39  | 3     |
| Solidarietà Catalana per l'Indipendenza                          | 102 921   | 3,29  | 4     |
| Piattaforma per la Catalogna                                     | 75 134    | 2,40  | –     |
| Reagrupament Independentista                                     | 39 834    | 1,27  | –     |
| Scranni in Bianco - Cittadini per il Voto in Bianco              | 18 679    | 0,60  | –     |
| I Verdi - Gruppo Verde                                           | 15 784    | 0,50  | –     |
| Partito Antitaurino Contro il Maltrattamento degli Animali       | 14 238    | 0,45  | –     |
| Des de Baix                                                      | 7 189     | 0,23  | –     |
| Coordinadora Reusenca Independent                                | 6 990     | 0,22  | –     |
| Pirati di Catalogna                                              | 6 451     | 0,21  | –     |
| Unione Progresso e Democrazia                                    | 5 418     | 0,17  | –     |
| Partido de los Pensionistas en Acción                            | 3 330     | 0,11  | –     |
| Partito Comunista del Popolo Catalano                            | 3 028     | 0,10  | –     |
| Alternativa di Governo                                           | 2 208     | 0,07  | –     |
| Partito Famiglia e Vita                                          | 2 201     | 0,07  | –     |
| Per un Mondo più Giusto                                          | 2 100     | 0,07  | –     |
| Partito Operaio Socialista Internazionalista                     | 1 920     | 0,06  | –     |
| Falange Española de las JONS                                     | 1 760     | 0,06  | –     |
| Partito Repubblicano di Sinistra - Sinistra Repubblicana         | 1 547     | 0,05  | –     |
| Altri <0,05%                                                     | 6 633     | 0,21  | –     |
| Voti in bianco                                                   | 91 631    | 2,93  | –     |
| Totale                                                           | 3 130 276 | 100   | 135   |

- Concorrono in due liste Coordinadora Reusenca Independent (4.674 + 2.316 voti) e Partido de los Pensionistas en Acción (2.724 + 606).